# Зоран Миланович
Зо́ран Мила́нович (хорв. Zoran Milanović, нар. 30 жовтня 1966 року, Загреб, СР Хорватія, СФРЮ) — хорватський проросійський політик. Голова уряду Хорватії та керівник головної лівоцентристської партії країни — Соціал-демократичної партії Хорватії (СДПХ) у 2011—2016 роках. Президент Хорватії з 19 лютого 2020 року.
Відомий антиукраїнськими та проросійськими висловлюваннями.
Фігурант бази «Миротворець».

## Життя і діяльність

### Ранні роки
Його батьки родом із Сіня. Батько Стіпе був начальником Центру економічного розвитку, а мати Гіна працювала вчителькою німецької та англійської мов у початковій школі. Зоран має брата Крешимира. Майбутній політик у свій час навчався в Центрі управління та судочинства (елітна середня школа, нині 1-ша загребська гімназія). Ріс у столичному районі Трнє, потім — у Чрномерці. За його власним визнанням, був дуже жвавим та схильним до боротьби. 1986 р. вступив до Загребського університету на спеціальність «судове право». Вивчив англійську і російську, а також французьку мови.
Після закінчення вишу став стажистом у Загребському торговельному суді, а 1993 року влаштувався в хорватське МЗС, куди його прийняв на роботу Іван Шимонович, а працював він під керівництвом свого майбутнього політичного суперника Іво Санадера. Через рік Зоран вирушив у Нагірно-Карабаську Республіку у складі миротворчої місії ООН і ОБСЄ, пробувши там 45 днів.
Також 1994 року він одружився з Санею Мусич-Миланович, з якою пізніше став батьком двох синів, Анто і Марко. 1996 року працював радником у хорватській місії при Європейському Союзі та НАТО у Брюсселі. Через два роки закінчив аспірантуру з європейського та порівняльного права при фламандському університеті Брюсселя. Повернувся до Міністерства закордонних справ 1999 року, наприкінці строку своїх повноважень.

### У лавах СДП
1999 року Зоран вступив до СДП (перед цим не був членом жодної партії). Після перемоги СДП на парламентських виборах 2000 р., на нього було покладено відповідальність за взаємодію з НАТО, а через три роки він став помічником міністра закордонних справ Тоніно Піцули. Залишив цю посаду після виборів 2003 року, коли консервативна ХДС повернулася до влади.
2004 року його обрали до Головного комітету СДП. Двома роками пізніше він протягом короткого часу перебував на посаді відповідального за зв'язки партії з громадськістю (речника), підміняючи Гордану Грбич. Зорана також обрали координатором IV виборчого округу на майбутніх тоді виборах 2007 року.

### Вибори голови партії
Позачерговий з'їзд партії відбувся в Загребі 2 червня 2007 р. у зв'язку з відставкою 11 квітня (і смертю 29 квітня від раку нирки) першого голови партії та колишнього прем'єр-міністра Хорватії Івиці Рачана.
Миланович вступив у змагання за найвищу партійну посаду, попри те, що вважався «аутсайдером» через його коротший строк перебування в партії, де протистояв Жельці Антунович (виконувачці обов'язків голови партії після відставки Рачана), Милану Бандичу та Тоніно Піцулі. 29 вересня 2007 р., у ході передвиборчої кампанії на посаду голови партії, він прилюдно пообіцяв подати у відставку і ніколи не балотуватися на посаду голови партії знову, якщо партія на наступних виборах не здобуде більше місць, ніж ХДС. У першому турі він вів перед з 592-ма голосами, значно випереджаючи свого найближчого суперника Жельку Антунович. У другому турі Зоран зійшовся у двобої з Антунович і знову виграв з великим відривом, тим самим ставши головою партії.

### На посаді голови партії
Миланович вже висловлював своє бажання бачити головного економічного стратега партії Любо Юрчича наступним прем'єр-міністром. Миланович керував партією і на виборах 2007 року.
Оскільки черговий партійний з'їзд СДП зазвичай проводиться через 6 місяців після парламентських виборів (а отже, мав проходити у квітні або травні 2008 року), Миланович фактично здійснював повноваження голови партії на тимчасовій основі.
Його політичне майбутнє сильно залежало від результатів парламентських виборів у листопаді, які він мав великі шанси виграти, враховуючи невпинний ріст популярності його особисто, і його партії.
Миланович заявляв, що Йосип Броз Тіто був більш позитивним і в цілому кращим політиком, ніж Франьо Туджман.
У вересні 2008 року Миланович здійснив дуже розрекламований візит у Бляйбурґ (Австрія), вшановуючи пам'ять про Бляйбурзьку різанину. Цим він став другим вождем Соціал-демократичної партії Хорватії, який відвідав місце трагедії, першим з яких був Івиця Рачан.

### Нові хорватські вибори
За результатами хорватських парламентських виборів 2007 року СДП (з 56 місцями) впритул наблизилась до своєї головної суперниці ХДС, яка набрала лише на 10 мандатів більше (66, включно з 5 з хорватської діаспори, що було одним з головних питань передвиборчої кампанії СДП, яка обіцяла позбавити права голосу тих, хто не проживає в країні).
Унаслідок такого гострого суперництва з майже рівними шансами обидві партії мусили формувати уряд за умови, що проведуть у парламент понад 77 зі 153 депутатів. Після виборів Миланович за суперечливих обставин висунув себе кандидатом на посаду прем'єр-міністра замість Любо Юрчича, не консультуючись із Головним комітетом партії.
 Незважаючи на кращі результати виборів, ніж будь-коли раніше, партія Милановича залишилася в опозиції, позаяк чинний прем'єр-міністр Іво Санадер першим сформував коаліцію більшості, що дозволило йому залишитися при владі.
Програвши загальні вибори 2007, Миланович не тільки не подав у відставку (як обіцяв раніше), а й знову вступив у передвиборчу боротьбу за посаду голови партії в травні 2008 року. Він переміг на виборах і до кінця 2016 р. обіймав посаду голови Соціал-демократичної партії Хорватії.

### На посаді президента
У 2019 році брав участь у виборах президента Хорватії. Пройшов у другий тур, набравши найбільшу кількість голосів (29,55 %) та обійшовши чинного президента Колінду Грабар-Кітарович (26,65 %). У результаті другого туру президентських виборів його обрано Президентом Хорватії.
18 лютого 2020 року обійняв посаду голови держави, ставши п'ятим Президентом Хорватії. У квітні 2024 року Конституційний суд Хорватії заборонив Мілановичу бути прем'єром країни у майбутньому.

### Президентські вибори 2024—2025 років
Міланович балотувався на другий президентський термін у грудні 2024 року. Незважаючи на те, що він зайняв перше місце, він ледь не зміг набрати абсолютну більшість голосів, набравши 49 % голосів, що призвело до другого туру виборів у січні 2025 року проти Драгана Примораца з ХДС. Міланович здобув перемогу у другому турі, набравши 74,69 % голосів, що знову зробило його президентом Хорватії. Частка голосів Мілановича стала найвищою серед кандидатів у Президенти Хорватії з моменту здобуття незалежності в 1991 році.

## Міжнародна політика

### Політика стосовно України
25 січня 2022 року, на тлі загострення російсько-українського конфлікту взимку 2022 року, Зоран Миланович скептично висловлювався щодо української інтеграції до ЄС та НАТО: «Україні не місце в НАТО. Коли Україна змінила владу, тоді цей рух, який не був демократичним, був переворотом, під час якого було вбито 50 людей. Історія була така — Україна йде на захід, нічого не питаючи в Росії, у ЄС на неї чекають молочні ріки та кисільні береги. Україна досі залишається однією з найкорумпованіших країн, ЄС нічого Україні не дав». Він назвав Євромайдан переворотом, який спровокували ЄС та США. Миланович тоді ж назвав причиною загострення російсько-українського конфлікту взимку 2021—2022 років утручання США у внутрішні справи країн. Він заявив, що потрібно дійти спільної згоди, яка б ураховувала інтереси Росії. Він сказав, що ціна на газ свідчить про шкідливість протистояння з Росією.
Заяви Милановича російські прокремлівські ЗМІ подали як ознаку розколу в Європейському Союзі та Північноатлантичному альянсі й спрогнозували, що його шляхом підуть й інші очільники країн-членів ЄС та НАТО.
28 січня 2022 року Миланович після різкої критики з боку України продовжив свою проросійську риторику та заявив, що «Україна вшановує героїв Другої світової війни, які є масовими вбивцями поляків та євреїв».
Також Миланович прокритикував прем'єр-міністра Хорватії Андрея Пленковича за його «втручання» в «українське питання».
29 січня 2022 року, згідно з повідомленням видання «Європейської правди» з посиланням на хорватський канал RTL, Зоран Миланович заявив, що він не змінив своєї думки про те, що Україна є найкорумпованішою державою Європи і що їй не місце в НАТО. Він також повідомив, що не збирається вибачатися за свої слова.
2 лютого 2022 року Миланович заявив: «Велика Британія вводить Україну в оману, підбурює її й тримає в заручниках відносин між Лондоном, що представляє другорядну державу, та Вашингтоном. Росія є фактором у цьому рівнянні, нам потрібна угода з Росією».
У грудні 2022 року Миланович коментував позицію уряду Хорватії щодо навчання ЗСУ в ЄС і заявив: «Україна не є союзником для Хорватії, натомість її насильно намагаються ним зробити». Крім того, Миланович заявив, що «Крим більше ніколи не буде Україною». Ці та інші заяви викликали хвилю критики МЗС України, що назвало їх неприйнятними.
31 травня 2023 року Зоран Міланович заявив, що гасло «Слава Україні» має таке ж походження, як і вигук хорватських усташів — крайнього правого угруповання, яке діяло в країні під час Другої світової війни. «Нема різниці між „За дім готові“ та „Слава Україні“. Це — вигук найрадикальніших шовіністів Західної України, які співпрацювали з нацистами й убили тисячі євреїв, поляків… Не хочу таке чути в Хорватії», — заявив він.

## Нагороди
- Орден Короля Томислава (Хорватія)
- Орден Заслуг (Чилі)